# Gaura pietroasă
Gaura pietroasă (Foramen petrosum) sau gaura lui Arnold este un orificiu inconstant situat pe baza aripilor mari ale sfenoidului, medial de gaura spinoasă. Prin gaura pietroasă trece nervul pietros mic.